# A genetika története
A genetika történetének kezdetét 1865-re teszik, amikor az osztrák szerzetes, Gregor Mendel nyilvánosságra hozta a borsónövényeken végzett kutatásainak eredményeit.

## Mendel előtti elméletek az öröklődésről
Lásd öröklődés

## Mendel
1865-ben egy osztrák szerzetes, Gregor Mendel először vizsgálta borsónövények öröklődési mintázatait és kimutatta, hogy egyszerű statisztikai szabályokat követnek. Habár a növények nem minden jegyükben mutattak ilyen öröklődési mintázatokat, Mendel munkája bizonyítékul szolgált, hogy az öröklődési vizsgálatokban a statisztika használata hasznos lehet. Azóta már számos jóval bonyolultabb öröklődési formát is sikerült kimutatni.
Statisztikai elemzéseiből arra következtetett, hogy az öröklődésnek van alapegysége, amit allélnak nevezett el. Az allél kifejezés a mendeli értelemben majdnem szinonim a génnel, viszont ma az allél a génnek egy változatát jelenti.
1859 Charles Darwin publikálja A fajok eredetét
1865 Gregor Mendel megjelenteti a Növényhibridizációs kísérletek című munkáját

## Az újrafelfedezés
Festetics Imre és Charles Darwin is úgy gondolták még a 19. század elején, hogy a szaporodási időszakban a szervekből parányi részecskék (gemmulák) gyűlnek az ivarsejtekbe és ott összekeverednek. A faj, egyed és szervspecifikus örökítő anyag megfelelő keveredése örökíti át a közös, illetőleg az elkülönítő jegyeket. Ezt nevezték el keveredő öröklődésnek, vagy angol nevén blending inheritance-nek.
Ezt a felfogást 1883-ban (tehát még Mendel és Darwin életében) cáfolta August Weismann logikai úton megalkotott, spekulatív csíraplazma (germoplazma) elmélete. E szerint az örökítő tényezők – az idek – állandóan a sejt egy kompartimentumában, az idioplazmában tömörülnek. Ez az idioplazma felelős a tulajdonságok átöröklődéséért.
Már Weismannt megelőzve létrehozta Mendel saját törvényeit, melyek bizonyították: a jellegek öröklődéséért nem véletlenszerűen összeolvadó, hanem törvényszerűen viselkedő és diszkrét jellegű örökítő faktorok a felelősek. Azonban ezt az elméletet csak a 20. század elején fogadták el Wilhelm Johannsen nyomán. Habár az elfogadtatás korántsem úgy zajlott, ahogy azt az elmélet jelentőségéből gondolhatnánk.
Néhány évtizeddel azután, hogy Mendel közzétette felfedezését a Verh. Naturforsch. Ver. Brünn (Proceedings of the Brunn Society for Natural History) című tudományos lapban, munkássága visszhang nélkül a homályba merült. Ehelyett Darwin természetes szelekciós elmélete körül folytak viták, és Darwin öröklődési elmélete, a pángenezis sem tartott nagy érdeklődésre számot. Csak évekkel később Hugo de Vries, Carl Errich Correns és Erich von Tschermak fedezték fel jelentőségét. „Mendeli törvényeknek” nevezték el megfigyeléseit, melyeket még maga Mendel sem mert törvényeknek nevezni.

## Klasszikus genetika
Mendel munkásságának jelentőségét csak a 20. század elején értették meg.
Vita alakult ki William Bateson és Pearson között az öröklődés mechanizmusát illetően. Ezt a feszültséget Fisher oldotta fel The Correlation Between Relatives on the Supposition of Mendelian Inheritance című munkájával.
A klasszikus genetika legfontosabb eseményei évszámokban:
1903 A kromoszómák az öröklődés egységei.
1905 A brit biológus, William Bateson először használja a "genetika" kifejezést egy Adam Sedgwick-nek írott levelében.
1908 Megalkotják a Hardy–Weinberg-törvényt.
1910 Thomas Hunt Morgan kimutatja, hogy a kromoszómákon helyezkednek el a gének.
1913 Alfred Sturtevant elkészíti az első kromoszómatérképet.
1913 A géntérképek azt mutatják, hogy a kromoszómákon a gének lineárisan rendeződnek el.
1918 Ronald Fisher publikálja a On the correlation between relatives on the supposition of Mendelian inheritance című munkáját, mely a modern szintézisét jelenti a genetikának és evolúciós biológiának.
Lásd még populációgenetika.
1927 A génekben végbement fizikai változásokat mutációnak nevezzük.
1928 Frederick Griffith felfedez egy olyan molekulát, mely képes átjutni egyik baktériumból a másikba. (lásd Griffith-kísérlet)
1931 A crossing overt tekintik a rekombináció okának.
1941 Edward Lawrie Tatum és George Wells Beadle kimutatják, hogy a gének fehérjéket kódolnak. (lásd a genetika centrális dogmája)

## A DNS-korszak
1944 Oswald Theodore Avery, Colin McLeod és Maclyn McCarty DNS-t mint genetikai anyagot izolálnak.
1950 Erwin Chargaff kimutatja, hogy a négy nukleotid nem állandó arányban találhatók meg a nukleinsavakban, de bizonyos szabályszerűségek érvényesülnek (például az adenin mennyisége közel áll a timin mennyiségéhez).
Barbara McClintock felfedezi a transzpozonokat kukoricában.
1952 A Hershey–Chase-kísérlet bizonyítja, hogy a fágok (és minden más organizmus) genetikai információja a DNS-ben található.
1953 James D. Watson és Francis Crick korszakalkotó felfedezése, miszerint a DNS dupla hélix szerkezetű.
1956 Jo Hin Tjio és Albert Levan kimondják, hogy az embernek 46 kromoszómája van.
1958 A Meselson–Stahl-kísérlet szerint a DNS szemikonzervatív replikáción megy keresztül.
1961 A genetikai kód tripletekbe rendeződik.
1964 Howard Temin RNS vírust használva kimutatja, hogy Watson központi dogmája nem minden esetben igaz.
1970 A Haemophilius influenzae baktérium tanulmányozása közben felfedezik a restrikciós enzimeket, melyek segítségével lehetővé válik a DNS vágása és illesztése.

## A genomika kora
Lásd még genom, a genomika története
1977 Fred Sanger, Walter Gilbert, és Allan Maxam egymástól függetlenül DNS-t szekvenáltak. Sanger laboratóriuma befejezi a Φ-X174; bakteriofág teljes genomjának szekvenálását.
1983 Kary Banks Mullis felfedezi a polimeráz-láncreakciót, mely lehetővé teszi a DNS egyszerű megsokszorozódását.
1989 Francis Collins és Lap-Chee Tsui meghatározza az első gén bázissorrendjét. A gén a CFTR fehérjét kódolja, melynek defektusa cisztikus fibrózishoz vezet.
1995 A Haemophilus influenzae az első élőlény, melynek genomját megszekvenálják.
1996 A Saccharomyces cerevisiae az első eukarióta genom, melyet megszekvenáltak.
1998 Az első többsejtű eukariótát, a C. elegans-t is megszekvenálják.
2001 A humán genom első piszkozatát párhuzamosan készíti el a Human Genome Project és a Celera Genomics.
2003 (április 14.) A Humán Genom Projekt sikeres befejezése, a genom 99%-át szekvenálták meg, 99,99%-os eredményességgel. 